# Richard Onslow, 5. hrabě Onslow

Erb rodu Onslow

Richard Onslow, 5. hrabě Onslow (Richard William Alan Onslow, 5th Earl Onslow, 5th Viscount Cranley of West Clandon, 8th Baron Onslow, 5th Baron Onslow of Cranley) (23. srpna 1876 – 9. června 1945) byl britský státník ze starobylého rodu Onslow. Kariéru zahájil na nižších diplomatických postech v různých evropských zemích, jako člen Konzervativní strany byl po první světové válce v nižších funkcích členem několika vlád. V roce 1911 zdědil po otci hraběcí titul a v letech 1931–1944 byl místopředsedou Sněmovny lordů.

## Životopis
Pocházel ze starobylé šlechtické rodiny připomínané od 12. století, byl starším synem 4. hraběte Onslowa. Dětství strávil částečně na Novém Zélandu, kde byl jeho otec v letech 1888–1892 guvernérem. Poté studoval v Etonu a v Oxfordu, v roce 1901 vstoupil do diplomatických služeb. Kariéru zahájil jako atašé v Madridu, poté byl velvyslaneckým tajemníkem v Tangeru, Petrohradě a Berlíně, od roku 1909 pracoval v Londýně na ministerstvu zahraničí. V roce 1911 zdědil po otci rodové tituly a vstoupil do Sněmovny lordů (do té doby jako jeho dědic vystupoval pod jménem vikomt Cranley). Jako voják se zúčastnil první světové války a získal francouzský Řád čestné legie.
V rámci koaličních a konzervativních vlád po první světové válce zastával funkce civilního lorda admirality (1919–1920), parlamentního tajemníka na ministerstvu zemědělství (1921), zdravotnictví (1921–1923) a školství (1923–1924). V letech 1924–1928 byl státním podsekretářem na ministerstvu války a místopředsedou rady pro armádu, v letech 1928–1929 generálním intendantem armády a od roku 1928 též členem Tajné rady. Svou kariéru završil jako místopředseda Sněmovny lordů (1931–1944). Kromě toho zastával řadu dalších čestných funkcí, mimo jiné byl smírčím soudcem a zástupcem lorda–místodržitele v hrabství Surrey, kde vlastnil statky. Mimoto byl členem Královské zoologické společnosti a Královské společnosti starožitností.
Jeho manželkou byla od roku 1906 Violet Bampfylde (1881–1954), dcera 3. barona Poltimore. Z jejich manželství se narodily dvě děti, dědicem titulů byl syn William Onslow, 6. hrabě Onslow (1913–1971).